# Not Too Young, Not Too Old
"Not Too Young, Not Too Old" é uma canção gravada pelo cantor estadunidense Aaron Carter. O seu lançamento ocorreu em 3 de setembro de 2001 como o segundo single do terceiro álbum de estúdio de Carter, Oh Aaron (2001). Produzida por Scorpio e Mystery, a canção contém vocais durante seu refrão, de seu irmão mais velho, Nick. Comercialmente,  "Not Too Young, Not Too Old" não obteve nenhuma entrada na parada da Billboard, mas atingiu o top 80 da parada Australiana.

## Composição e divulgação
"Not Too Young, Not Too Old" contém amostras de "B to the I" da cantora inglesa Billie Piper e utiliza-se de efeito auto-tune. Para a promoção da canção, Carter cantou no programa All That da Nickelodeon, durante o primeiro episódio da sétima temporada. Ele também cantou a canção, desta vez com seu irmão Nick, durante a premiação Teen Choice Awards de 2001.

## Vídeo musical
O vídeo musical de "Not Too Young, Not Too Old" foi dirigido por Andrew MacNaughtan (que já havia dirigido outros três vídeos musicais de Carter). O vídeo mostra Carter e seu irmão brincando um com o outro e com garotas, enquanto dançam na frente de um grande letreiro de neon com o nome de Aaron.

## Desempenho nas tabelas musicais

### Paradas semanais
| Tabela musical (2001) | Melhor posição |
| --------------------- | -------------- |
| Austrália (ARIA)      | 80             |

## Créditos e pessoal
Creditos de "Not Too Young, Not Too Old" adaptados do encarte do álbum Oh Aaron.
Gravação
- Gravado na Westlake Audio, Los Angeles
- Gravado e mixado na Battery Studios, New York

Pessoal
- Scorpio – produtor
- Mystery – produtor
- Bill Malina – engenheiro de gravação
- Chris Trevett – engenheiro de gravação, engenheiro de mixagem
- Rowie Nameri – engenheiro assistente de gravação
- Jason Rankins – engenheiro assistente de gravação
- Larry "Rock" Campbell – músico de todos os instrumentos
- Taylur Davis – vocal de apoio
- Dana Williams – vocal de apoio
- Davida Williams – vocal de apoio